# اوسکمن، قزاقستان
اوسکمن (به قزاقی: Өскемен، وسكەمەن) که در زمان شوروی سابق با نام اوست کامنوگورسگ (به روسی: Усть-Каменогорск) شناخته می شد، شهری در استان قزاقستان شرقی کشور قزاقستان است که در سرشماری سال ۲۰۰۸ میلادی، ۳۴۴۴۲۱ نفر جمعیت داشته‌است و از سال ۱۸۶۸ میلادی به‌عنوان شهر شناخته می‌شده‌است.